# そこまでやる!?日本のスゴイ家
『そこまでやる!?日本のスゴイ家』（そこまでやる にほんのスゴイいえ）は、テレビ東京系列の『日曜ビッグバラエティ』枠で不定期に放送されていた情報バラエティ番組である。テレビ東京と国際放映の共同製作。
毎回日本各地にある特徴的な住宅を紹介していた。

## 放送日時
| 回数  | 放送日        | 日時                        |
| ----- | ------------- | --------------------------- |
| 第1回 | 2011年5月1日  | 日曜 19:54 - 21:48（114分） |
| 第2回 | 2011年11月6日 | 日曜 19:54 - 21:48（114分） |
| 第3回 | 2012年5月6日  | 日曜 19:54 - 21:48（114分） |
| 第4回 | 2012年11月4日 | 日曜 19:54 - 21:48（114分） |
| 第5回 | 2013年5月5日  | 日曜 19:54 - 21:48（114分） |
| 第6回 | 2013年12月8日 | 日曜 19:54 - 21:48（114分） |
| 第7回 | 2014年7月13日 | 日曜 19:54 - 21:48（114分） |

## スタッフ

### 第6回現在
- ナレーション：バカボン鬼塚
- 構成：兵頭潤
- 撮影：杉村智司、山本和明、諸頭昇
- VE：横手友昭（第4・6回）、古市温（第6回）、西尾昌英（第5・6回）
- 照明：小島隆志・小川徹（第6回）
- 編集：吉村政孝（第6回）
- MA：上野裕（第6回）
- 調査：岩間丈倫（ニューズクリエイト）、八木純子（編集分室）
- 音効：樵木正志
- 技術協力：テクノマックス、マリポーサ
- 番宣：澁谷牧代（テレビ東京）
- デスク：吉田麻紀子（テレビ東京）
- ディレクター：牧島元章、加藤裕之・越田詠人（第6回）
- 演出：川島雅行
- プロデューサー：澤井伸之（テレビ東京・第6回）、山岸豊仁（第6回）
- チーフプロデューサー：加藤正敏（テレビ東京）
- 制作：テレビ東京、国際放映

### 過去
- 撮影：榎本茂義（第4回）
- VE：奥山雅章（第4・5回）
- 編集：河野紀子（第4・5回）
- MA：武田明賢（第4回）、東麻奈美（第4・5回）
- 調査：八木純子（編集分室、第4・5回）
- オフライン：平原賢志（第4・5回）
- ディレクター：橋本行司（第4・5回）
- プロデューサー：高瀬義和（テレビ東京・第4回）、矢部宏光（テレビ東京・第5回）、新津左兵（第4・5回）